# 砵甸乍山郊遊徑
砵甸乍山郊遊徑是香港一條郊遊路徑，位於香港島石澳與黑角頭之間的砵甸乍山，處於石澳郊野公園範圍內，連接馬塘坳及歌連臣角道，全長1.9公里。

## 站外鏈結
- 砵甸乍山郊遊徑